# Angelina Pagano
Angelina Pagano (Buenos Aires, Argentina, 3 de diciembre de 1888-ibídem, 9 de junio de 1962) cuyo nombre completo es Angelina Augusta Civani Pagano fue una profesora y directora de teatro y actriz de cine y teatro argentina.

## Primeros años
Estudió en el Colegio del Sagrado Corazón de Buenos Aires e hizo estudios de música y canto con el maestro Piazzini. Para perfeccionarse viajó a los 12 años con su tío José León Pagano, dramaturgo, pintor y crítico, a Florencia, Italia, donde se inscribió en el Conservatorio de Música, anexado a la Real Academia de Declamación y Estudios Superiores de Arte Dramático -la Reggia Scuola de Recitazione- dirigida por Luigi Rasi. Cuando rindió una prueba de admisión fracasó porque si bien hablaba francés desde pequeña, su italiano era deficiente, por lo cual comenzó a perfeccionarlo mediante conversaciones con otros niños de su edad y ocho meses más tarde volvió y aprobó su ingreso pasando a cursar como alumna regular. En la Academia estudió literatura teatral, historia del teatro, historia del traje, caracterización, dicción, respiración y lectura. Cuando años después enseñaba teatro insistía en que la adecuada respiración en la función teatral es la base y el secreto de toda buena interpretación.
Para su primer examen de interpretación eligió la obra Los enamorados de Goldoni. Tan satisfactorio fue que Gabriele D'Annunzio que estaba en el tribunal examinador le regaló un libro con dedicatoria y bautizó como "Blanca María Pagano" a uno de los personajes de la obra que años después la propia Angelina representaría. Otro de los examinadores era Eleonora Duse, quien la contrató como dama joven para su compañía y fue así que pocos meses después Angelina a los 14 años debutó en el estreno de Francesca da Rímini del propio D'Annunzio en el Teatro Constanzi de Roma. Permaneció un año en la compañía de Duse participando en diversas piezas y también en una gira por ciudades de Italia, Austria, Alemania y Estados Unidos. 

## Regreso a Argentina
Regresó a Argentina en 1903 con la compañía de Ferrucio Garavaglia pero la actuación en los teatros de la Victoria -ubicado en Victoria y San José- y Odeón no fue afortunada y la compañía se disolvió resolviendo Angelina retornar a Italia. No llegó a hacerlo porque su tío y otros escritores convencen a "la Paganito", como habían empezado a llamarla, que se quedara y de inmediato se incorporó como primera actriz a la compañía de los hermanos Podestá, que ocupaban el Apolo y allí el 24 de diciembre de 1903 en el Teatro Apolo debutó en el país, por primera vez en su idioma natal con Causas y Efectos de Pablo Ferrari, traducida por José León Pagano. Luego siguió la reposición de otras piezas: Celosa de Bisson, también traducida por su tío, el 19 de enero de 1904 y Próspera de David Peña, el 23 de febrero del mismo año. Este mismo autor escribió para ella el drama en dos actos  Inútil, que la actriz estrenó el 24 de febrero con singular éxito. Representó luego otras obras hasta que el 23 de junio se despidió de la compañía con la intención de formar la propia.
Angelina Pagano actuó esos seis meses en una época en que el teatro argentino se encontraba en transición entre el picadero y la realidad teatral argentina por lo que ella, una actriz de escuela, tuvo problemas de adaptación para trabajar en un medio en el que todavía predominaban la improvisación y el instinto, tanto en autores como en directores y actores.

## Formación de la compañía propia
Con ayuda de su tío formó una compañía dramática con Alejandro Almada como primer actor y un elenco en el que figuraba, entre otros, la actriz María Ester Buschiazzo y al que poco después se agregaría Orfilia Rico, debutando el 17 de septiembre de 1904 en el teatro San Martín con la obra Vocación de Alfredo Méndez Caldeira junto con la comedia en un acto La hija de Jefté de Félix Cavalotti. Siguieron después otras obras, entre las cuales obtuvieron singular repercusión las de Florencio Sánchez, La pobre gente y La gringa que Angelina Pagano estrenó en el Teatro San Martín el 1º de octubre y el 21 de noviembre de 1904 respectivamente. Al inicio de 1905 por razones familiares se alejó de la representación pero no del teatro ya que se dedicó a la enseñanza.
En 1907 el dramaturgo Gregorio de Laferrère obtuvo subvenciones del Estado para organizar un conservatorio a imitación de los que existían en Europa, que se llamó "Conservatorio Labardén" -en realidad la grafía correcta era "Lavardén" tal como es la actual Escuela de Teatro de ese nombre-. Como director se designó a Calixto Oyuela y Angelina Pagano fue nombrada profesora de declamación para el curso de niñas. Al año siguiente retornó a Europa para obtener en Florencia su Diploma Superior de Declamación y retornó en 1914 a Buenos Aires.
A fines de ese año fue convocada por Guillermo Battaglia para reemplazar a una actriz que se había enfermado días antes del estreno de Canción de primavera de José de Maturana, ocasión que significó su reencuentro con el público. En 1915 luego de un nuevo paso por la compañía de los Podestá, Angelina formó su propia compañía en la que se incorporó el actor Francisco Ducasse. Este último había tratado anteriormente de incorporarse a la compañía pese a carecer de toda experiencia actoral y luego de una prueba no había sido aceptado por Angelina. No se amilanó e insistió en la compañía de Podestá con mejor suerte porque fue contratado y comenzó a adquirir nombre. Más adelante también se incorporó Roberto Casaux, quien acababa de desvincularse de Parravicini.
La temporada se realizó en el Teatro Nuevo iniciándose con el estreno de Los contagios de Belisario Roldán y continuando con diversas obras. El 15 de abril de 1915 se casó con Francisco Ducasse y antes de finalizar el año debido a algunas desavenencias ambos abandonaron la compañía, que quedó a cargo de Casaux.

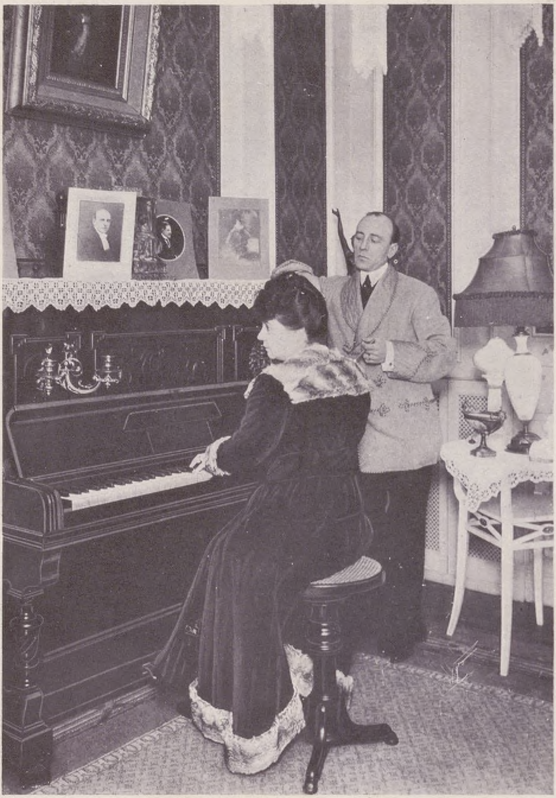
Francisco Ducasse y Angelina Pagano en 1916.

En 1916 la compañía encabezada por el matrimonio de actores realizó la temporada en el Teatro Buenos Aires y dentro de ella estrenan El rosal de las ruinas de Belisario Roldán. En 1917 vuelven al Teatro Odeón y luego pasa al de la Ópera, que fue su compañero en numerosas temporadas, así como José Gómez y Guillermo Battaglia, en los teatros Buenos Aires, Liceo y Apolo.
En septiembre de 1924 la compañía presenta en el teatro Liceo la obra Nacha Regules de Manuel Gálvez y al año siguiente su repertorio incluye a Nellina de Roberto Bracco, La malvada de Miguel H. Escuder, Fiesta del corazón y Natacha, ambas de Armando Mook, Un par de figuras, de Margarita Villegas Basavilbasso, Beatriz Cenci de Folco Testena,, La jaula dorada de Luis García Lynch y Mentiras convencionales de Emilio Bastida.
En 1926 hizo una gira representando obras en Brasil y a su regreso creó su Teatro Infantil, un espectáculo para niños interpretado por niños. En 1927 no estuvo en los escenarios pero retornó en 1928 encabezando con Blanca Alonso de los Ríos una compañía con la que el 11 de agosto estrenan en el Teatro Ideal la comedia en tres actos Cuando son fieles las mujeres de Ernesto Marsill, a la que siguen La Hermana María de José J. Berrutti y Más fuerte que los fuertes de Luisa Israel y Tabanillo; en ese punto Pagano decidió dejar la escena y dedicarse exclusivamente a la docencia y a la compañía infantil. No obstante ello, volvió en 1935 para representar en el Teatro Comedia las obras La enemiga de Darío Niccodemi y Dios de Renato Vianna. Mucho más adelante, en 1948, participó en La casa sin allma de Eduardo Pappo y al año siguiente además de actuar en El ángel del milagro de Destéfani hizo una gira por el interior del país y por Uruguay con La enemiga con lo cual se despidió en forma definitiva del escenario teatral.

## Teatro infantil
La primera presentación del Teatro infantil fue el 8 de julio de 1927 en el Teatro San Martín, que estaba ubicado en la calle Esmeralda, realizada por integrantes que tenían entre 4 y 15 años y la pieza representada fue El sueño de Pelusita escrita por José León Pagano, Carlos Schaeffer Gallo, Enrique García Velloso y Francisco Villaespesa. La crónica del diario La Nación fue sumamente elogiosa: 

«Difícil, casi nos atreveríamos a decir imposible, es presentar un espectáculo de este género con más sentido, más ajuste y más fortuna que el que presenciamos ayer en el San Martín. Todo contribuyó a su excepcional lucimiento. La inspiración y la propiedad de la fábula puesta en escena, la prolijidad con que se preparó la interpretación, la inteligencia de los jóvenes actores, el cuidado de todos los detalles, la precisión y la armonía de los bailes, el hábil manejo de las luces, el buen gusto en la elección de los colores y en la combinación de los tonos, todo se aunó en la atmósfera de suntuosa fantasía que es marco indisensable a la imaginativa sensibilidad infantil.»

Los siguientes espectáculos de la singular compañía fueron La venganza de la mariposa, de Carolina Alió, el 10 de febrero de 1928 en el teatro Colón (sala de la Sociedad Española), El ratón Pérez, de Carlos Schaeffer Gallo y Pulgarcito, una fantasía en verso de Oscar R. Beltrán y Salvador Riesse, sobre el cuento de Charles Perrault. Entre los espectáculos posteriores puede citarse El príncipe de la paz, una obra de Lola Pita Martínez con música de Sebastián Piana, quien además dirigía la orquesta, presentada el 24 de diciembre de 1930 en el Teatro Argentino "con la presencia de los Reyes Magos, los Arcángeles, mendigos y vendedores, invitados a la fiesta de Herodes, soldados, etc. etc., todo montado en medio de una importante riqueza cromática, que transformaba el espectáculo en un verdadero regalo visual."
Entre los niños que pasaron por el Teatro Infantil y que luego fueron actores profesionales pueden citarse a Ángel Magaña, Irma Córdoba, Rosa Rosen, Marcos Zucker y Meneca Norton.

## Su vinculación con el cine
En 1917 Angelina Pagano tuvo un temprano encuentro con el incipiente cine argentino participando en el filme sin sonido del género policial El Conde Orsini junto a Pedro Gialdroni y Francisco Ducasse. Luego hubo un largo intervalo y sólo volvió a filmar a partir de 1937 cuando su presencia en la escena teatral era solo esporádica; en esta etapa su primera actuación fue en ...Y pasa la comparsa, un filme dirigido por Albert Arliss que no se estrenó. Luego siguieron en 1939 Puerta cerrada un melodrama dirigido por Luis Saslavsky con Libertad Lamarque y el exalumno de Teatro Infantil, Ángel Magaña y en 1940 El haragán de la familia dirigida por Luis César Amadori. Continuó filmando a las órdenes de diversos directores y su última participación en películas fue en Historia del 900 dirigida en 1949 por Hugo del Carril.

## Valoración
Luego de transcribir varias críticas elogiosas publicadas en periódicos de la época, Fausto de Tezanos Pinto afirma que:

«Se podrían llenar varias páginas de elogiosas conceptos, puesto que, cada presentación de Angelina Pagano desembocaba en un espectáculo de singular jerarquía, donde el espectador se sentía -como pocas veces- atrapado por la magia de un arte singular.»

Angelina Pagano había enviudado el 18 de noviembre de 1926 y falleció en Buenos Aires el 9 de junio de 1962. 

## Reconocimientos
En su homenaje lleva su nombre una calle de Buenos Aires.
La Escuela Municipal de Arte Dramático de la ciudad de Mar del Plata, también lleva su nombre.

## Filmografía
- Historia del 900 (1949) dir. Hugo del Carril
- Juan Globo (1949) dir. Luis César Amadori
- El barco sale a las diez (1948) dir. Francisco Mugica
- Así te deseo (1948) dir. Belisario García Villar.
- Una mujer sin cabeza (1947)  dir. Luis César Amadori
- Madame Bovary (1947) dir. Carlos Schlieper
- Rosa de América (1946) dir. Alberto de Zavalía
- La honra de los hombres (1946) dir. Carlos Schlieper
- La pródiga (1945) dir. Mario Soffici
- Casa de muñecas (1943) dir. Ernesto Arancibia
- Eclipse de sol (1943) dir. Luis Saslavsky
- La luna en el pozo (1942) dir. Carlos Torres Ríos
- En el viejo Buenos Aires (1942) dir. Antonio Momplet
- Volver a vivir (1941) dir. Adelqui Millar
- El haragán de la familia (1940) dir. Luis César Amadori
- Puerta cerrada (1939) dir. Luis Saslavsky
- ...Y pasa la comparsa (1937) dir. Albert Arliss.
- El Conde Orsini (1917)